# Gam-COVID-Vac
Gam-COVID-Vac (Russisch: Гам-КОВИД-Вак) is een COVID-19-vaccin van het type virale-vectorvaccin. De merknaam van het vaccin is Spoetnik-V, wat een verwijzing is naar Spoetnik 1, de eerste ruimtesatelliet. De V staat voor 'vaccin'.
Het Gamaleja-Instituut voor Epidemiologie en Microbiologie en het onderzoeksinstituut voor microbiologie van het Russische ministerie van Defensie hebben het vaccin ontwikkeld.

## Werking
Spoetnik-V werkt met 2 vaccinaties:

1. De eerste vaccinatie bevat een virale vector (adenovirus), die zich niet kan reproduceren. Het genetisch gemodificeerd DNA dat het S-eiwit van een Covid-19-virusuitsteeksel codeert, is in die vector ingebracht. De adenovirussen dringen in de cellen van het lichaam binnen, waarna die cellen als reactie zelf antilichamen aanmaken, het begin van immuniteit.
2. Binnen 21 dagen volgt de tweede vaccinatie, gebaseerd op een ander adenovirus als vector dat het lichaam ook niet kent. Hierin is ook dat genetisch gemodificeerd DNA dat het S-eiwit van een Covid-19-virusuitsteeksel codeert, ingebracht. De tweede vaccinatie zorgt voor een vaccinatie die sterker[2][bron?] en langduriger is.[2][bron?]

Donkergroen: landen die miljoenen Spoetnik-V-doses besteld hebben. Lichtgroen: landen met interesse in het vaccin.

## Eerste geregistreerde vaccin
Het Russische ministerie van Volksgezondheid heeft op 11 augustus 2020 voor dit vaccin een tijdelijke registratie afgegeven tot 1 januari 2021. Zo'n tijdelijke registratie is ter bescherming van de gezondheid in noodsituaties. De snelheid waarmee het vaccin werd goedgekeurd, werd door wetenschappers omschreven als roekeloos en gevaarlijk.
Op 4 september 2020 publiceerden de onderzoekers de resultaten van hun fase 1 en 2 klinisch onderzoek in de Lancet. President Poetin kondigde op 2 december 2020 het begin van een massale vaccinatie aan, op vrijwillige basis, waarbij artsen en leraren prioriteit zouden krijgen. In Moskou begon de, voor Russische staatsburgers gratis, vaccinatie op 5 december 2020. De inenting liep parallel met de fase 3-studie met 40.000 vrijwilligers, die naar verwachting nog loopt tot 1 mei 2021.
Vanwege een beveiligingsprobleem met de MediaWiki Graph-software is het momenteel niet mogelijk deze grafiek weer te geven. Zodra de software is bijgewerkt zal de grafiek vanzelf weer zichtbaar worden.
De tussenresultaten uit de fase 3-studie, met 21.977 proefpersonen: 91.6% effectief na de 2e vaccinatie (95% CI 85.6–95.2).
De Russen wilden Covid-19-vaccins leveren voor een kwart van de wereldwijde behoefte. Partners van het Russian Direct Investment Fund zouden onder andere in India, Brazilië, China en Zuid-Korea vaccins produceren voor de wereldwijde markt. De prijs per dosis zou minder dan USD 10 bedragen.
Rusland meldde begin januari 2021 dat ongeveer 1 miljoen mensen inmiddels ingeënt waren met het Spoetnik-V-vaccin. Er waren echter ook veel Russen die het vaccin weigerden.